# (251325) Leopoldjosefine
(251325) Leopoldjosefine est un astéroïde de la ceinture principale.

## Description
(251325) Leopoldjosefine est un astéroïde de la ceinture principale. Il fut découvert le 9 février 2007 à Gaisberg par Richard Gierlinger. Il présente une orbite caractérisée par un demi-grand axe de 3,06 UA, une excentricité de 0,13 et une inclinaison de 17,6° par rapport à l'écliptique.

## Compléments